# Lake Ohau

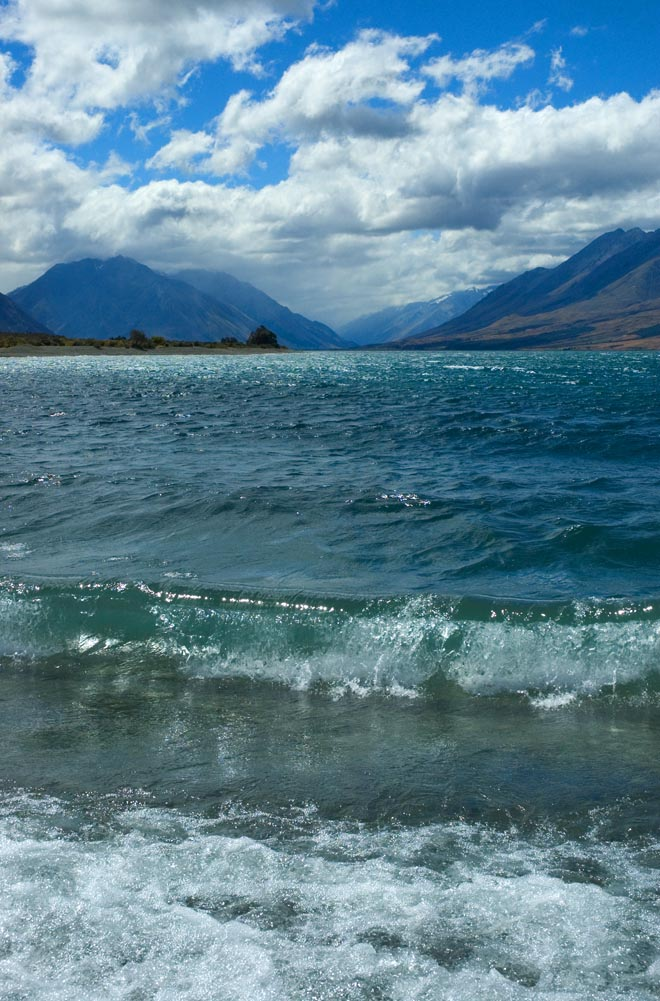
Lake Ohau, 2006

Lake Ohau är en sjö (issjö) på Sydön i Nya Zeeland. Den är den minsta av tre sjöar, de andra är Lake Pukaki och Lake Tekapo, som löper nästintill parallellt med varandra i en nord-sydlig riktning i avrinningsområdet Mackenzie Basin. 
Sjöns inflöden är floderna Hopkins River och Dobson River som rinner från Sydalperna. Lake Ohau täcker en yta på ungefär 60 km² och är belägen 520 meter över havet. Dess medeldjup är 74 meter och maxdjupet mäter 129 meter.
Lake Ohau bildar gräns mellan regionerna Otago och Canterbury, där sjön ligger i den senare. En skidanläggning, Ohau Snow Fields, finns i området.

## Galleri

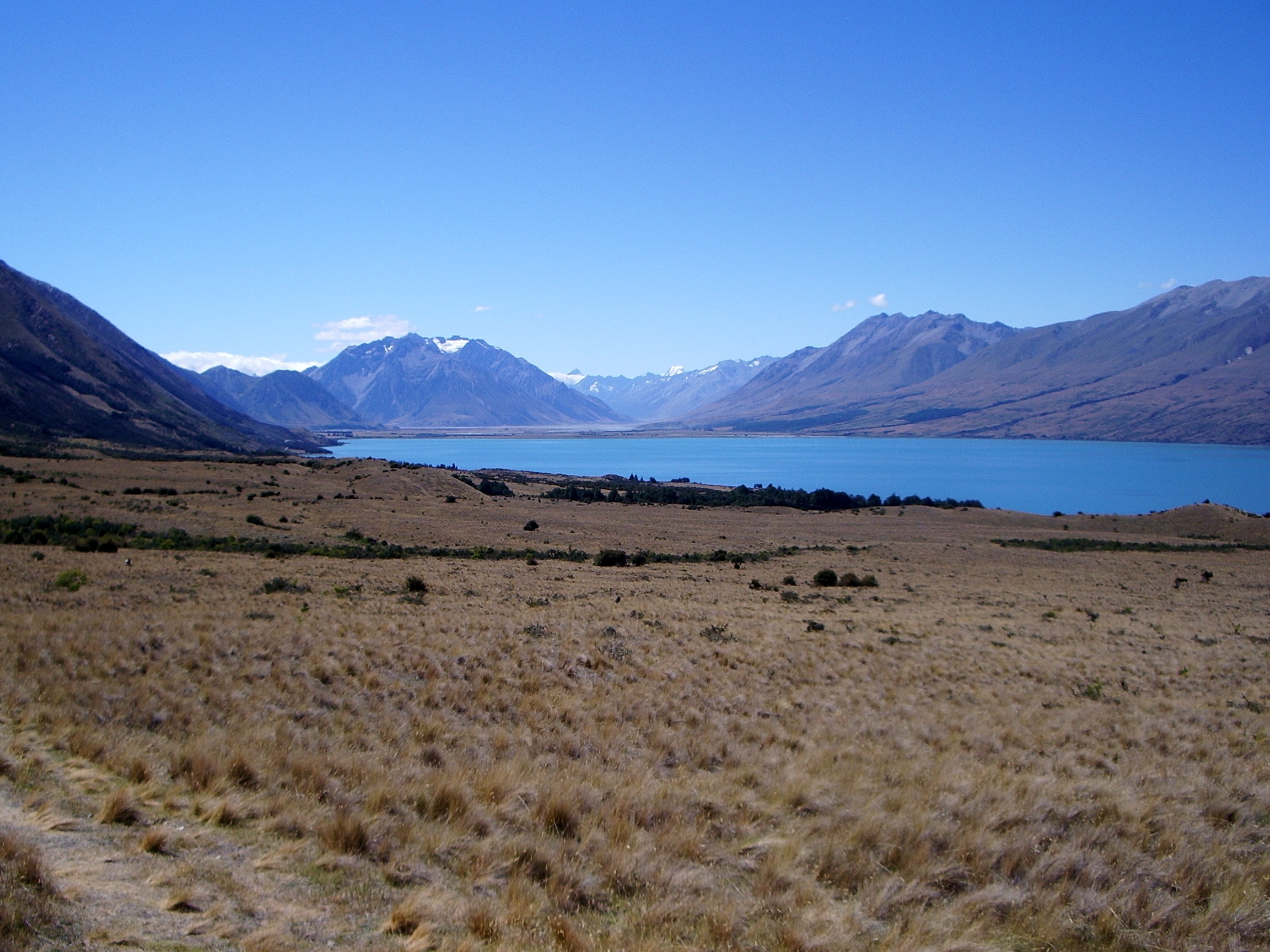
2007
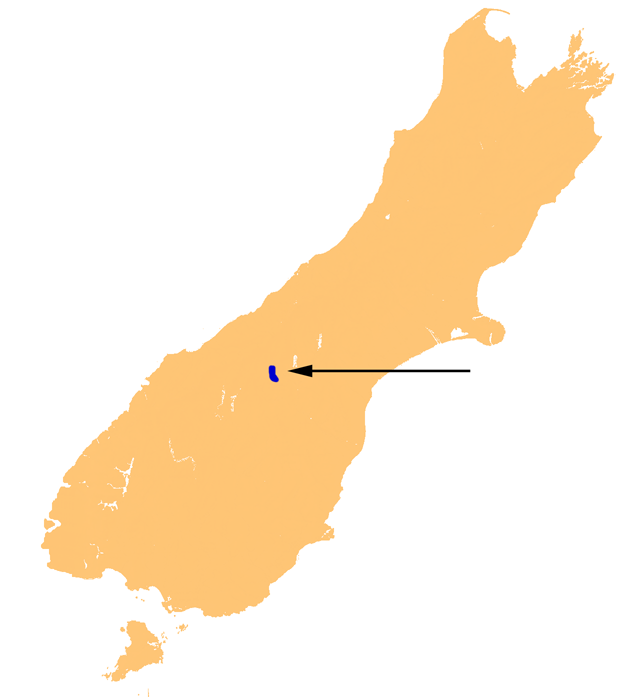
Lake Ohaus läge i Nya Zeeland